# Saltella sphondylii
Saltella sphondylii – gatunek muchówki z rodziny wońkowatych i podrodziny Sepsinae.
Gatunek ten opisany został w 1803 roku przez Franza von Paula Schranka jako Trupanea sphondylii.
Muchówka o ciele długości od 2,5 do 4 mm. Głowę jej cechują wyniesione i dziobowate listewki twarzowe oraz wystające poza obrys owalnych oczu złożonych policzki. Ubarwienie tułowia i odnóży ma zmienne, ale tarczka samca zwykle jest jaskrawo czerwona. Skrzydła są szarawo przydymione z ciemnymi żyłkami, zlanymi komórkami bazalnymi przednią i tylną oraz wierzchołkowym odcinkiem żyłki medialnej M3+4 nie dochodzącym do krawędzi skrzydła i tak długim jak tylna żyłka poprzeczna.
Owad znany z Hiszpanii, Irlandii, Wielkiej Brytanii, Francji, Belgii, Holandii, Niemiec, Danii, Szwecji, Szwajcarii, Austrii, Włoch, Polski, Litwy, Czech, Słowacji, Węgier, Rumunii, Macedonii, europejskiej części Rosji, wschodniej Palearktyki i nearktycznej Ameryki Północnej.